# Benedict Anderson
Benedict Richard O'Gorman Anderson, més conegut com a Benedict Anderson, (Kunming, 26 d'agost de 1936 - Batu, Indonèsia, 13 de desembre de 2015) fou un politòleg irlandès, autor del llibre Imagined Communities. Reflections on the origin and Spread of Nationalism del 1983 (en català, «Comunitats imaginades. Reflexions sobre l'origen i la pujada del nacionalisme»).
Fill de pare anglo-irlandès i de mare anglesa, és el germà de l'historiador Perry Anderson. Va estudiar als EUA a la Universitat de Califòrnia i a Anglaterra al King's College, Cambridge. Ha estat professor a la Universitat Cornell a Nova York i professor de relacions internacionals, especialitzat en el nacionalisme, a Indonèsia i Tailàndia.
Comunitats imaginades està emmarcat en un context constructivista, en el llibre Anderson es pregunta sobre per què tanta gent al món pensa pertànyer a una «nació pròpia» i per què hi continuen sent tan fidels. Focalitza la seva definició del que és una nació en l'anomenat «imaginari col·lectiu», a partir del qual en treu la definició següent: «una comunitat política imaginària. És a dir, una comunitat imaginària, que reuneix un grup de persones que no es coneixen i que no es creuaran mai, però que comparteixen el mateix sentiment de pertinença a una comunitat». El 1991, en el context de la Caiguda del Mur de Berlín i les Guerres de Iugoslàvia, va publicar una edició revisada.